# レディースオープントーナメント
レディースオープントーナメントは、週刊将棋が主催していた将棋の女流一般棋戦。決勝三番勝負は毎年11月から12月にかけて行われていた。女流タイトル戦であるマイナビ女子オープンの前身。

## 概要
創刊4年目を迎えた週刊将棋が、女流プロ名人位戦、女流王将戦に次ぐ第3の公式戦を1987年度に創設した。棋戦名は公募され。1800通近くの応募の中から「女王戦」と「レディース・オープントーナメント」が最終候補として残り、後者が選ばれた。
2006年度の第20回限りで発展的に終了し、女流タイトル戦のマイナビ女子オープンに引き継がれた。
本棋戦は、育成会員とアマチュアの参加できる当時としては唯一の女流公式戦であった。

## しくみ
予選と本戦トーナメントからなる。参加者は全女流棋士と育成会員1名、アマチュア2名である。このうち、前回ベスト4の4名及びタイトル保持者はシード棋士となる。
予選はシード棋士を除く全参加者により行われ、予選通過者を決定する。本戦トーナメントは予選通過者にシード棋士を加えた16名で行われる。シード棋士の数により予選通過者数は変動する（第20回（2006年）はシード棋士が6名のため、予選通過者は10名）。
決勝戦は三番勝負で行う。持ち時間は、予選が各1時間、本戦トーナメントが各2時間、決勝三番勝負が各3時間。

## その他
1987年の第1回では優勝候補筆頭であった林葉直子女流王将が、本戦1回戦で育成会から仮入会していた鹿野圭生女流3級に敗れいきなりの大波乱でスタート。
さらに1988年の第2回でも前年度優勝者の清水市代女流名人が、本戦1回戦で育成会から仮入会していた植村真理女流3級に敗れ2年連続の大波乱が起こった。
2006年度までに、アマチュア選手が本戦トーナメントに進出したのは岩根忍（2度）ら5人の例があるが、育成会員はすべて予選で敗退している（里見香奈など、予選決勝まで進出した例はある）。
また、アマチュア・育成会・プロの3カテゴリーから出場したのは、中倉宏美と里見香奈の2人。

## 歴代決勝三番勝負
年は三番勝負が行われた時点。○●は優勝者から見た勝敗。
※2006年度は決勝三番勝負が2007年1-2月に実施された。
| 回 | 開催年度 | 優勝       | 勝敗 | 準優勝     |
| -- | -------- | ---------- | ---- | ---------- |
| 1  | 1987年   | 清水市代   | ●○○  | 中井広恵   |
| 2  | 1988年   | 中井広恵   | ○○   | 林葉直子   |
| 3  | 1989年   | 林葉直子   | ○○   | 中井広恵   |
| 4  | 1990年   | 中井広恵   | ○●○  | 清水市代   |
| 5  | 1991年   | 清水市代   | ○○   | 高群佐知子 |
| 6  | 1992年   | 清水市代   | ○○   | 蛸島彰子   |
| 7  | 1993年   | 清水市代   | ○○   | 林葉直子   |
| 8  | 1994年   | 中井広恵   | ○○   | 山田久美   |
| 9  | 1995年   | 長沢千和子 | ○○   | 清水市代   |
| 10 | 1996年   | 中井広恵   | ○○   | 碓井涼子   |
| 11 | 1997年   | 清水市代   | ○○   | 矢内理絵子 |
| 12 | 1998年   | 矢内理絵子 | ●○○  | 中井広恵   |
| 13 | 1999年   | 石橋幸緒   | ○○   | 矢内理絵子 |
| 14 | 2000年   | 清水市代   | ○○   | 関根紀代子 |
| 15 | 2001年   | 斎田晴子   | ●○○  | 清水市代   |
| 16 | 2002年   | 石橋幸緒   | ○○   | 斎田晴子   |
| 17 | 2003年   | 清水市代   | ○○   | 石橋幸緒   |
| 18 | 2004年   | 斎田晴子   | ○○   | 中井広恵   |
| 19 | 2005年   | 石橋幸緒   | ○○   | 清水市代   |
| 20 | 2006年   | 矢内理絵子 | ●○○  | 里見香奈   |